# 見ノ越
見ノ越（みのこし）は、徳島県美馬市木屋平と三好市東祖谷の境、剣山と丸笹山の間に位置する峠。標高は1,410m。なお、貞光へ抜ける国道438号の最高所は1,450m。「見の越」や「見越」と表記されることもある。

## 概要
現在は古くからの峠道の下に国道438号（見ノ越隧道）が通っている。トンネルを三好市側に抜けたあたり一帯には剣山登山リフトと土産物屋および民宿が立ち並んでおり、登山シーズンには観光客で賑わいを見せる。ただし、冬季は周辺を含め終日もしくは夜間全面通行止めになる（冬季閉鎖のため）。
日本郵便から交通困難地の指定を受けているため（12月1日 - 翌3月末日）、該当期間は地外から当地宛に郵便物を送付することは出来ない。

## 見ノ越交差点

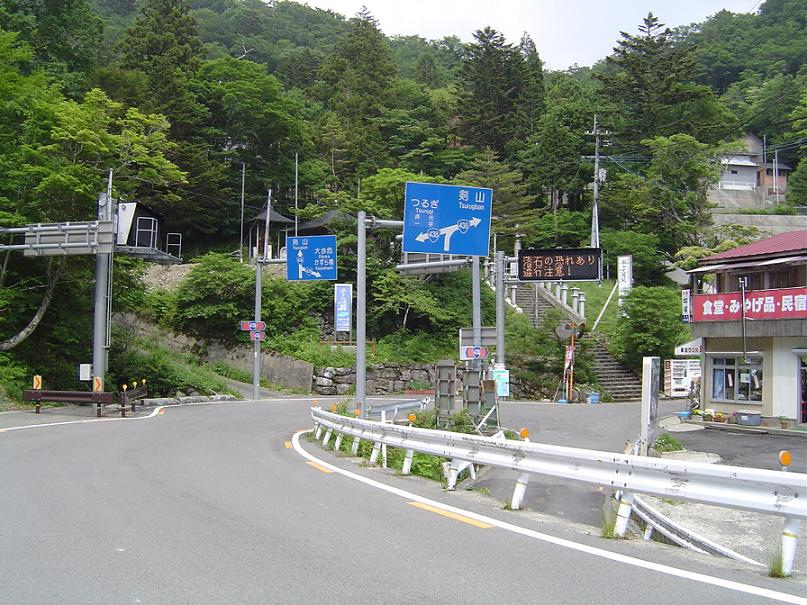
国道交差点

国道438号を徳島市の起点方面から走ってきた場合、見ノ越トンネルと土産物屋の通りを抜けた先で道路が2つに分岐している。この交差点で坂出市・つるぎ町方面へ向かう国道438号と、四万十市・大豊町（京柱峠）方面に向かう国道439号に分かれる。439号は徳島市の起点から438号と重複していたため、ここで初めて438号と別れることとなる。また当交差点では東方面から西方面へ国道492号も通過しているが他路線との重複区間のため案内標識には表示されていない。

### 当地よりの距離
- 坂出市川津交差点 約87km
- 神山町 約45km
- 京柱峠 約41km
- 川井峠 約30km
- 美馬市木屋平 約26km
- つるぎ町一宇 約24km